# ابراهیما بالده (بازیکن فوتبال، زاده ۲۰۰۳)
ابراهیما بالده (انگلیسی: Ibrahima Baldé؛ زادهٔ ۱۷ ژانویهٔ ۲۰۰۳) بازیکن فوتبال است.
وی همچنین در تیم ملی فوتبال زیر ۱۷ سال فرانسه بازی کرده‌است.